# Stichting Carmelcollege
Stichting Carmelcollege is een Nederlands katholieke onderwijsstichting die bestaat uit twaalf schoolorganisaties voor bijzonder- en voortgezet onderwijs. Op meer dan vijftig scholen wordt onderwijs verzorgd, ze tellen gezamenlijk ongeveer 38.000 leerlingen en ruim 4.200 medewerkers. De meeste Carmelscholen bevinden zich in Overijssel, een staat in Groningen, een in Zuid-Holland, een in Gelderland, een in Drenthe en twee in Noord-Brabant.

## Historie
In 1922 werd de stichting opgericht door de karmelieten. De Carmelscholen van voor 1960 waren voornamelijk scholen met een katholieke identiteit. Steeds meer niet-katholieke leerlingen werden aangenomen en het aantal karmelieten op de scholen nam af. De Provincie der Nederlandse Karmelieten en de Stichting Carmelcollege werden daarna in 1968 officieel ontkoppeld. Tegenwoordig zit in de raad van toezicht één karmeliet.
In 1990 zette het toenmalige Ministerie van Onderwijs en Wetenschappen de schaalvergroting in, wat er toe leidde dat er steeds minder havo-vwo scholen binnen de stichting hoorden. Vandaag de dag hoort er nog maar één havo-vwo school bij de Carmelstichting. De overige scholen bieden een breed onderwijsaanbod aan.
In 1994 is een aantal scholen voor Voortgezet Speciaal Onderwijs (VSO) aan de Stichting Carmelcollege toegevoegd. Sinds het begin van het schooljaar 2002/03 is begonnen met de integratie van het VSO in het reguliere voortgezet onderwijs. Dit proces is per 1 augustus 2003 afgerond.

## Scholen

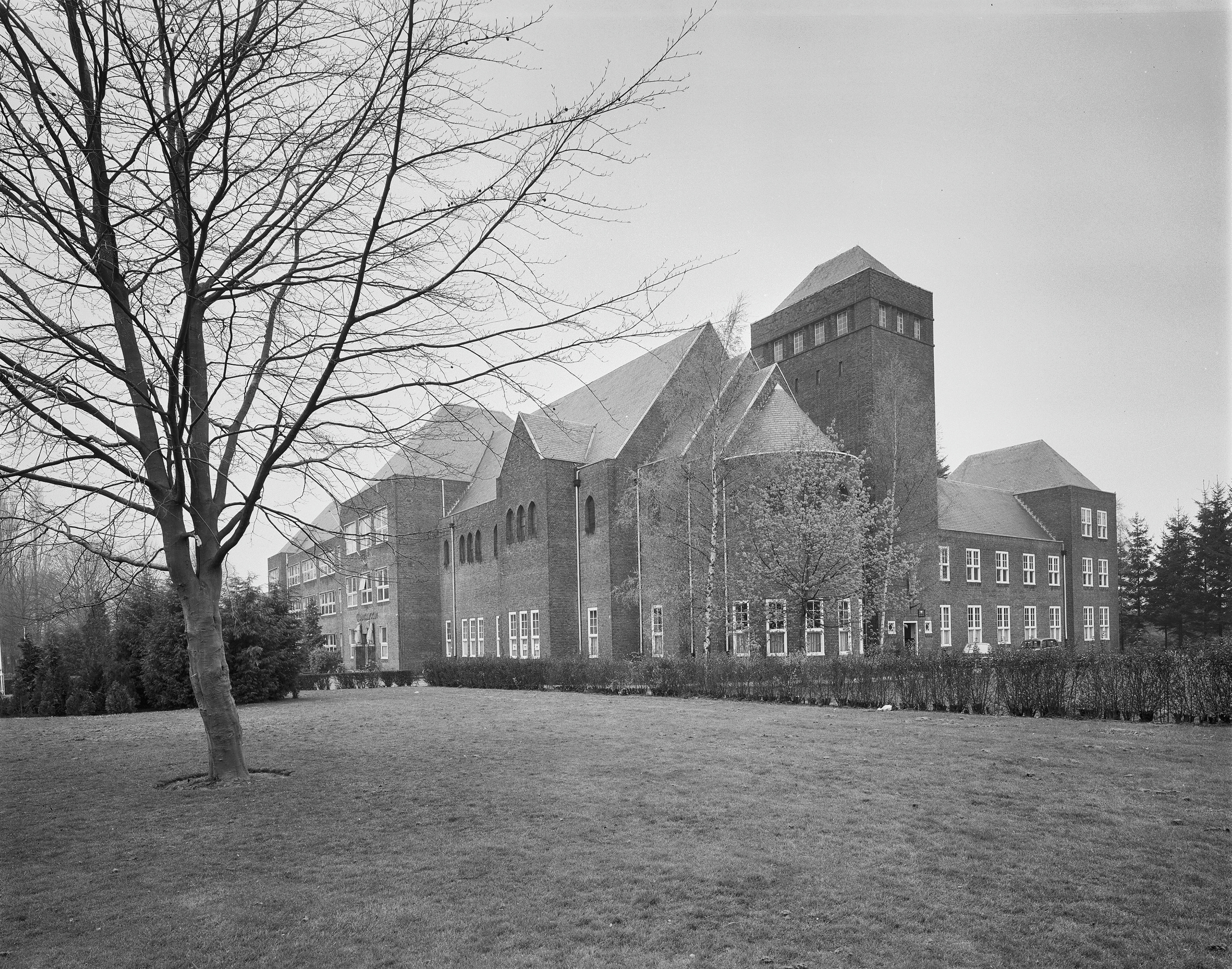
Carmelcollege in Oldenzaal (1988)

De volgende Nederlandse scholen zijn aan de Stichting Carmelcollege verbonden:
- Bonhoeffer College
- Carmel College Salland
- Carmelcollege Emmen
- Etty Hillesum Lyceum
- Het Hooghuis
- Maartenscollege
- Pius X College
- Marianum
- Carmelcollege Gouda
- Augustinianum
- Canisius College
- Scholengroep Carmel Hengelo
- Twents Carmel College

## Gemeenschappelijke Medezeggenschapsraad
De stichting heeft, naast tientallen individuele medezeggenschapsraden, ook een overkoepelend organiserend/controlerend orgaan: de gemeenschappelijke medezeggenschapsraad. Hierin zitten leerlingen, ouders en docenten uit een groot deel van Nederland.